# 陈显达 (南朝)
陈显达（428年—500年1月30日），南彭城郡（今江苏省镇江市）人，南北朝时期刘宋、南齐的大臣。陳顯達出身寒門，憑軍功及歸結予齊高帝蕭道成而成南齊開國元勳，在齊官至太尉，並曾參與多場對抗北魏的戰事。最終因為恐懼東昏侯蕭寶卷加害而被逼起兵，失敗被殺。

## 生平

### 從戎建功
陳顯達在宋孝武帝在位時在張永麾下任其前軍的幢主。宋前廢帝在位期間則為廢帝爪牙。泰始三年（467年），沈攸之負責領兵向下邳補給糧食，在回駐地淮陰前挖深護城河以加強下邳防禦力，並命時任軍主的陳顯達領兵一千留駐下邳協助守城。同年八月，宋明帝命沈攸之北伐，沈攸之行軍至離下邳五十多里的焦墟時卻收到明帝下令撤軍的消息，陳顯達正領軍迎沈攸之大軍到睢清口，被魏將孔伯恭擊破，姜產之及高遵世戰死。沈攸之隨後從下邳南撤，遭孔伯恭猛烈地追擊，攸之兵敗更受了重傷，退守陳顯達的營中，但隨後晚上宋軍就潰散，攸之棄軍南返淮陰；下邳守將王玄載此時逼於魏軍威脅，亦棄守下邳，陳顯達終亦撤回南方。接著劉懷珍受命督水步四十多軍北伐以支援遭魏將慕容白曜進攻的歷城及梁鄒，陳顯達亦以軍主隨軍，懷珍至泰始四年（468年）二城失守後撤還。陳顯達後來歷任東海王刘祎的板行參軍，員外郎，馬頭義陽二郡太守，羽林監及濮陽太守等職，並獲封彭澤縣子，食邑三百。
元徽二年（474年），桂陽王劉休範起兵自江州直襲建康，陳顯達當時與蕭道成守戍新亭壘。蕭道成派黃回及張敬兒以詐降之策成功刺殺休範後，休範早前派往進攻臺城的丁文豪、杜黑騾等仍然繼續進攻，抵禦的中領軍劉勔及右衞將軍王道隆更在朱雀航兵敗戰死，加上中書舍人孫千齡開承明門出降、撫軍長史褚澄開東府門迎敵入城，文豪等軍遂縱兵攻進宮中。此時，陳顯達與司空參軍高敬祖、張敬兒、任農夫等人受蕭道成指示經查浦渡過秦淮河，再沿石頭城北道穿過承明門入宮防衞，先穩定了禁軍軍心，後司徒袁粲激勵諸將，更披甲上馬準備迎戰，陳顯達就率領禁軍進擊，在杜姥宅擊敗杜黑騾。最終丁文豪及杜黑騾為張敬兒所殺，餘眾亦被消滅。陳顯達以功進封豐城縣侯，食邑一千戶。轉遊擊將軍，不久再改任使持節、督交廣越三州湘州之廣興軍事、輔國將軍、平越中郎將、廣州刺史，進號冠軍將軍。

### 蕭齊功臣
昇明元年（477年），荊州刺史沈攸之起兵反對主政的蕭道成，自江陵東下進攻建康，陳顯達就派兵赴京支援蕭道成，此時長史到遁及司馬諸葛導卻認為沈攸之實力強大，勝負難料，建議擁兵自守，而派遣使者分別聯繫蕭沈兩方。陳顯達聞言立即將二人殺死，並寫書向蕭道成表達忠誠，並獲道成控制的朝廷進號為使持節、左將軍；而他所派赴京的軍隊走到巴丘時沈攸之就敗死了。陳顯達後轉任散騎常侍、左衞將軍，再以前將軍任蕭道成的太尉左司馬。昇明三年（479年），蕭道成封齊公，建齊臺，以陳顯達為齊國散騎常侍、左衞將軍，領衞尉。建元元年四月甲午（479年5月29日），蕭道成篡宋自立，是為齊高帝，以陳顯達為中護軍，並增加其食邑至一千六百戶。建元二年正月初一日（480年1月28日），陳顯达調任護軍將軍。

### 捍邊之任
建元三月戊戌（3月28日），因應北魏南侵淮泗地區，陳顯達外任為使持節、散騎常侍、都督南兗兗徐青冀五州諸軍事、平北將軍、南兗州刺史，不過他到州時北魏就已退軍了。建元三年正月丙子日（481年3月1日），陳顯達改任使持節、散騎常侍、都督益寧二州軍事、安西將軍、益州刺史，領宋寧太守。建元四年（482年），齊高帝去世，齊武帝即位，進陳顯達號鎮西將軍。陳顯達到任時的益州有很多外族自恃地形險阻而不臣服於官府，其中大度村的獠人是歷任益州刺史都無法控制，其獠帥更將陳顯達上任後派往追討租賦貢品的使者殺了。陳顯達就先調度好兵力，假稱行動是為外出打獵作準備，但卻是乘夜突襲大度村，並對村民實行無差別屠殺，男女無少長皆斬。滅村之事傳開去後令一眾山中外族震動，被逼服從。及後廣漢人司馬龍駒據郡叛亂，陳顯達派兵平定。永明二年（484年），陳顯達受召回朝為侍中、護軍將軍。
永明五年（487年），有一個叫桓天生的人自稱是和桓玄同族，以此鼓動在雍司二州居住的外族起事，佔據南陽故城之餘更主動向北魏求援。齊武帝就命陳顯達假節率領征虜將軍戴僧靜等水軍進兵宛縣、葉縣一帶，並命雍司諸軍皆受其節度，讓陳顯達和以陸軍進攻義陽的丹陽尹蕭景先共同鎮壓桓天生。桓天生先率領北魏援軍到沘陽，但在深橋遭戴僧靜所敗，只能退守沘陽逼退僧靜；不過及後就轉攻舞陰，又遭舞陰戍主殷公愍所敗，副手張麒麟戰死，自己亦受重傷敗退。陳顯達於是改任使持節、散騎常侍、都督雍梁南北秦郢州之竟陵司州之隨郡軍事、鎮北將軍，領寧蠻校尉、雍州刺史，隨後進佔舞陽城。不久，桓天生得魏將公孫邃及上谷公張儵領軍協助下再攻舞陰，又遭殷公愍所敗。永明六年（488年），桓天生再引領魏兵佔領了隔城，曹虎領兵討伐，在隔城大敗桓天生。隨後陳顯達領兵進攻北魏邊境，北魏派豫州刺史拓跋斤抵禦；不久陳顯達攻陷了醴陽，北魏再派尚書左僕射穆亮以一萬兵抵抗。陳顯達下一個目標是沘陽，時樂陵鎮將韋珍決定守城拒戰以待敵疲，令陳顯達進攻十二日仍未能攻下，更遭韋珍乘機開門掩擊，只得退兵。
永明八年（490年），齊武帝進陳顯達征北將軍，同年召其還朝任侍中、鎮軍將軍。永明十年（492年）再加中領軍。永明十一年（493年）改任使持節、散騎常侍、都督江州諸軍事、征南大將軍、江州刺史。同年秋，因應北魏有軍事行動，齊武帝命陳顯達移駐在雍州的樊城。不久齊武帝去世，遺詔將軍旅之事委託給陳顯達等七人，皇太孫蕭昭業繼位後又以遵武帝遺詔讓陳顯達以本官加開府儀同三司。

### 威揚寵盛
雍州刺史、晉安王蕭子懋即有起兵意圖，製作兵器以外更想脅逼正停駐在治所襄陽的陳顯達為己所用。陳顯達知道後密報輔政的西昌侯蕭鸞，蕭鸞遂在隆昌元年正月初一（494年1月23日）將陳顯達調任侍中、車騎大將軍、開府儀同三司，置兵佐，而以蕭子懋為江州刺史。朝命還指示蕭子懋將雍州部曲都留在襄陽，蕭子懋自己只能帶著白直武士及俠轂隊護衞赴江州。陳顯達向蕭子懋辭行時蕭子懋向他表示想帶著二三千兵到江州，但陳顯達回應稱這是違逆聖旨，更稱那些雍州兵難以為子懋所用，隨後更出發回京了。蕭子懋沒有陳顯達支持，就只好遵照朝命到江州治所尋陽上任。而蕭昭業即位後行為不當，且與蕭鸞屢屢意見不合，故一直想除去他；而蕭鸞亦密謀廢立，包括陳顯達在內的一眾大臣亦支持。隆安元年七月壬辰日（494年9月5日），蕭鸞領兵入宮弒君，陳顯達亦與王奐、王廣之等人一同跟著蕭鸞行動。翌日（9月6日），蕭鸞稱皇太后令追廢蕭昭業為鬱林王，又改立新安王蕭昭文為帝。蕭昭文即位後，蕭鸞因著陳顯達參與廢立的功勳，在同年八月甲辰日（494年9月17日）升其為司空，並進爵為豐城縣公，又增加了一千戶食邑，並賜甲仗五十人入殿的禮遇。約兩個月後的建武元年十月辛亥日（494年11月23日），蕭鸞廢蕭昭文為海陵王，自登帝位，即齊明帝，又升陳顯達為太尉。不久改封顯達為鄱陽郡公，食邑三千戶，加兵二百人，並賜油絡車。
建武二年（495年），因應北魏大舉進攻司、豫、徐、梁四州地，齊明帝加陳顯達使持節、都督西北征討諸軍事，讓他領兵在新亭、白下一帶游駐，以聲援出討的各軍，直至三月魏軍撤退。建武四年（497年），北魏孝文帝再度親征南齊，這次主力進攻南陽、宛城等沔水流域地方，並擊敗齊軍，攻下多處，尤其魏軍在建武五年（498年）攻陷新野，殺害太守劉思忌更是震動沔北。為了對抗北魏，齊明帝於當年正月就下詔中外戒嚴，以陳顯達使持節領兵救援雍州治所襄陽。但在同年七月己酉（9月1日），明帝就病逝，皇太子蕭寶卷繼位，遺命徐孝嗣、始安王蕭遙光、蕭坦之及江祏四人主理內外大小眾事；又讓沈文季、江祀及劉暄參謀大事，而軍國之事則推薦交託陳顯達, 又在死前六天任命陳顯達為江州刺史。因明帝去世，魏孝文帝以「禮不伐喪」為名退兵，但至此齊已經失去了沔北五郡。永元元年（499年），陳顯達督崔慧景以四萬兵北伐以欲奪回沔北失土，北魏派元英抵抗，而孝文帝也再度發兵親征。陳顯達屢敗元英，更圍困了馬圈城達四十日，逼令北魏守軍糧盡棄城。顯達攻下馬圈城後就派莊丘黑進下了南鄉縣，但到崔慧景攻順陽郡時孝文帝大軍已到，不但阻遏了攻勢，北魏更阻斷了均口水道以截斷齊軍退路。原來陳顯達進均水之時就有廣平人馮道根勸他在酇城放棄船隻步進，以免魏軍利用均水水流湍急易進難退的特點守險阻礙，但陳顯達當時沒有聽從，此時他就領兵到均水西岸的鷹子山築城防守，但軍心恐懼，亦屢遭魏軍擊敗，其中魏將元嵩更率軍大破齊軍。面對此危急情況，陳顯達被軍主崔恭祖及胡松用布黑布縵載著再用擔架沿分磧山小道經均水口抬走，成功撤退，但齊軍在撤退中死了三萬多人。陳顯達這次大敗令他從前在蠻人中的威名掃地，而御史中丞范岫亦上奏朝廷要免陳顯達官，顯達自己也先後自請解職及降號，但全都不獲允許，反以陳顯達為都督江州諸軍事、江州刺史，鎮盆城。

### 懼禍敗死
在陳顯達出發往雍州之際，在會稽為太守的大司馬王敬則因恐懼遭明帝逼害而起兵，這時始安王蕭遙光就向明帝表示怕陳顯達也會趁機叛變，想要明帝追還顯達，只因王敬則很快就被殺才沒有實行。得聞此事的陳顯達就對此恐懼不已，根本不想還京，故戰敗後獲改授江州令他相當高興，不久更加領征南大將軍，加三望車。不過，接著數月建康城內誅殺甚多，江祏、江祀及蕭遙光先在八月因為圖謀廢立事敗而遭誅殺，參與討伐蕭遙光的蕭坦之在閏八月也遭蕭寶卷殺了；劉暄亦因茹法珍進讒而被殺。十月，連徐孝嗣及沈文季也被蕭寶卷殺了，至此當日獲明帝顧命內外諸事的七名大臣全遭誅殺。陳顯達甚至聽到朝廷要出兵江州的傳言，為免坐以待斃就於十一月十五日（500年1月1日）以討伐後主、迎立建安王蕭寶寅之名起兵。陳顯達自尋陽率領數千人東下，在採石擊敗蕭寶卷派往抵禦的胡松，震動建康。陳顯達繼續進兵，至十二月十三日（500年1月29日）在建康附近的新林修建城壘。於新亭的都督前鋒諸軍事左興盛正準備抵禦顯達的進攻，但那一晚陳顯達就故意在岸邊放置大量火把，而領軍隊以黑夜掩護渡河進攻。至翌日（500年1月30日）早上，顯達帶著數千人登上落星崗，新亭的朝廷守軍看著陳顯達放置的火把還不知顯達已經渡河，倉卒回軍防守，皇宮對陳顯達軍隊接近亦相當恐懼，宮門緊閉戍守。陳顯達手執馬矟，領著數百步兵在西州與臺軍作戰，獲得大捷並親手殺了數人，然而手中馬矟卻折斷了。臺軍援軍接著來到，陳顯達沒武器被逼撤到西洲後的烏傍村，卻遭騎官趙潭一矟刺傷墮馬，被斬首，時年七十二歲。陳顯達一眾兒子皆被誅殺。

## 性格特徵
陳顯達出身低微，但在齊卻是高官，而他每次調遷都會表現出愧懼的神色，又告誡他十多個兒子不要仗勢凌人。家境富裕後兒子們和同樣出身低微的王敬則諸子都愛競逐車牛華服等物，甚至聞名當時的快牛都聚在陳家。陳顯達對此很不高興，向兒子們稱浮華不實象徵的麈尾都是瑯琊王氏與陳郡謝氏等世族高門用的，要兒子們不要去附庸風雅，享受這些奢侈品。而陳顯達在宋末歸心於齊高帝蕭道成，而蕭道成亦信任他，蕭道成即皇帝位後對陳顯達一度推辭對自己的封賞，然而蕭道成答書中自謂與陳顯達等數人「意同家人，豈止於君臣邪」。又即使蕭道成當上皇帝後茹素，不准用肉類調製御膳，但一次陳顯達進貢了一盤蒸熊肉，蕭道成也吃了。蕭道成在陳顯達任益州刺史任內去世，陳顯達受召回朝時見到齊武帝蕭賾就哭了起來，蕭賾也跟著哭，亦對他心中稱善。齊明帝蕭鸞即位後，曾經向陳顯達稍稍表達盡誅蕭道成和蕭賾的兒孫們的意圖，陳顯達即說他們並不足以成為憂慮。但最終蕭鸞還是這樣做了，而陳顯達終蕭鸞在世也很不安，故意退避貶抑自己，坐老舊的車，縮小隨行隊伍和儀仗規模至十多人。又一次酒宴過後向蕭鸞借枕頭，故意借酒醉宣稱自己年老亦滿足於當前富貴，就只差好好地枕著枕頭死去，並請求蕭鸞賜予。事後陳顯達以年老為由求退，但不獲允許。

## 逸事
- 劉休範起事時，陳顯達率領禁軍擊破叛軍，但過程中就被箭射傷左眼，箭鏃卡在眼中拔不出。有人在地黃村找到了一個擅長禁氣術的潘嫗，她紥穩馬步運氣，一下就能將釘緊在柱上的釘子拔出，她也如此將陳顯達左眼中的箭鏃拔出[1]。
- 陳顯達在江州時恐懼被皇帝加害，患病拒絕治療，可是竟不藥而癒，令陳顯達很不高興。而陳顯達被斬首處就在籬柵旁邊，流出的血卻湧向籠柵並浸潤著籠柵，人們說這就像昔日淳于伯含冤被處死那樣[1]。